# Jan Hlaváč
Jan Hlaváč (* 19. September 1976 in Prag, Tschechoslowakei) ist ein tschechischer Eishockeyspieler, der zuletzt beim HC Stadion Vrchlabí in der 2. česká hokejová liga unter Vertrag stand.

## Karriere
Jan Hlaváč begann seine Karriere als Eishockeyspieler beim HC Sparta Prag, für den er von 1993 bis 1999 insgesamt sechs Jahre lang in der Tschechischen Extraliga aktiv war. In dieser Zeit wurde er im NHL Entry Draft 1995 in der zweiten Runde als insgesamt 28. Spieler von den New York Islanders und beim CHL Import Draft desselben Jahres von Niagara Falls Thunder aus der Ontario Hockey League als insgesamt 17. Spieler ausgewählt. Für die beide Klubs spielte er allerdings nie. Stattdessen erhielt der Angreifer vor der Saison 1999/2000 einen Vertrag beim Lokal- und Ligarivalen der Islanders, den New York Rangers, für die er die folgenden beiden Spielzeiten in der National Hockey League auf dem Eis stand. Die Rangers hatten den Tschechen im Sommer 1999 unter anderem für Marc Savard von den Calgary Flames erhalten, die Hlaváč wiederum ein Jahr zuvor für Jörgen Jönsson von den Islanders erhalten hatten. Nach einem erneuten Wechsel gemeinsam mit Kim Johnsson und Pavel Brendl zu den Philadelphia Flyers im Austausch für Eric Lindros, spielte er zwischen 2001 und 2003 noch für die Vancouver Canucks und Carolina Hurricanes, ehe der Linksschütze für die Saison 2003/04 zu den Rangers zurückkehrte. Aufgrund des NHL-Lockouts im folgenden Jahr wechselte der Stürmer nach Europa, wo er einen Vertrag in seiner tschechischen Heimat bei seinem Ex-Klub HC Sparta Prag erhielt.
Nachdem Hlaváč in der Saison 2005/06 für HC Servette Genève aus der Schweizer Nationalliga A aufgelaufen war, spielte er in der folgenden Spielzeit erneut in Prag und wurde erstmals in seiner Karriere Tschechischer Meister. Für die Saison 2007/08 kehrte der Flügelspieler in die NHL zurück, wo er für die Tampa Bay Lightning und die Nashville Predators spielte. Ab der Saison 2008/09 stand Hlaváč bei Linköpings HC aus der schwedischen Elitserien unter Vertrag, begann die Spielzeiten jeweils aus Steuergründen in Tschechien bei Sparta Prag, den Bílí Tygři Liberec oder den Rytíři Kladno. Zwischen Januar 2013 und Sommer 2014 stand Hlaváč dann bei den Växjö Lakers unter Vertrag, wurde aber in dieser Zeit erneut an die Rytíři Kladno ausgeliehen. In der Saison 2014/15 stand er dann fest bei den Rittern aus Kladno unter Vertrag, die 2014 in die 1. Liga abgestiegen waren.
Zwischen Sommer 2015 und Januar 2016 war er vereinslos, ehe er vom HC Sparta Prag verpflichtet wurde. Parallel dazu spielte er auf Leihbasis für den HC Benátky nad Jizerou in der 1. Liga. Nach der Saison 2016/17 erhielt er keinen neuen Vertrag bei Sparta mehr und musste bis Februar 2018 warten, ehe er vom HC Stadion Vrchlabí aus der drittklassigen 2. česká hokejová liga unter Vertrag genommen wurde.

### International
Für Tschechien nahm Hlaváč an der 1994, den U20-Junioren-Weltmeisterschaften 1995 und 1996, sowie den Weltmeisterschaften 1999, 2003, 2005 und 2006 teil. Insgesamt konnte er dabei fünf Medaillen – darunter zweimal Gold – gewinnen. Dabei erzielte er 1999 das entscheidende Tor zum Titelgewinn in der Verlängerung, die notwendig geworden war, nachdem sowohl Tschechien als auch Finnland je ein Finalspiel gewonnen hatten.

## Erfolge und Auszeichnungen
- 1999 Bester Torschütze (33 Tore) der Extraliga
- 2007 Tschechischer Meister mit dem HC Sparta Prag
- 2010 Håkan Loob Trophy (Bester Torschütze der Elitserien mit 30 Toren)
- 2016 Tschechischer Vizemeister mit dem HC Sparta Prag

### International
- 1994 Bronzemedaille bei der U18-Junioren-Europameisterschaft
- 1998 Bronzemedaille bei der Weltmeisterschaft
- 1999 Goldmedaille bei der Weltmeisterschaft
- 2005 Goldmedaille bei der Weltmeisterschaft
- 2006 Silbermedaille bei der Weltmeisterschaft

## Karrierestatistik
(Legende zur Spielerstatistik: Sp oder GP = absolvierte Spiele; T oder G = erzielte Tore; V oder A = erzielte Assists; Pkt oder Pts = erzielte Scorerpunkte; SM oder PIM = erhaltene Strafminuten; +/− = Plus/Minus-Bilanz; PP = erzielte Überzahltore; SH = erzielte Unterzahltore; GW = erzielte Siegtore; 1 Play-downs/Relegation; Kursiv: Statistik nicht vollständig)